# Ebjapik
Ebjapik (auch: Big Bustard, Ebijierikku Island) ist eine Insel des Kwajalein-Atolls in der Ralik-Kette im ozeanischen Staat der Marshallinseln (RMI).

## Geographie
Das Motu liegt südlich von Ebeye.
Weiter südlich schließt sich das Eiland Drebubbu an.

## Klima
Das Klima ist tropisch heiß, wird jedoch von ständig wehenden Winden gemäßigt. Ebenso wie die anderen Orte der Kwajalein-Gruppe wird Ebjapik gelegentlich von Zyklonen heimgesucht.